# بنو مروان
بنو مروان ، أو قبائل بني مروان: هي قبيلة من قبائل الجزيرة العربية وتقطن في بادية تهامة وجبالها أو ما كان يعرف بمخلاف عك قديما، وهي ما زالت في مساكنها الأصلية مساكن قبيلتها الأم قبيلة عك التهامية المعروفة في تهامة مكة واليمن.

## النسب
بنو مروان هم إحدى قبائل عك القبيلة العربية القديمة، وأما نسبهم فهو: بنو مروان بن وداعة بن زيد بن عمران بن ربيعة بن عبس بن شحارة بن غالب بن عبد الله بن عك بن عدنان بن أدد بن مقوم بن ناحور بن تيرح بن يعرب بن يشجب بن نابت بن إسماعيل بن إبراهيم الخليل عليهما الصلاة والسلام، وبعضهم يضيف بين عك وعدنان اسمَ الديث -ويقال الذيب، ويقال الريث- فيكون الديث والداً لعك، وبعضهم يضيف الحارث، لكن الصواب هو أن عكاً ابنٌ مباشر لعدنان بن أدد.

## مساكنهم
في الوقت الحاضر تمتد ديارهم المتصلة من جنوب حيران في اليمن إلى شمال صامطة في السعودية وعلى امتداد الساحل من شمال الموسَّم (أو ماكان يعرف قديما بالشرجة) بمنطقة جازان إلى جنوب ميدي وشمال اللُّحية باليمن، ومن حدود حيدان والملاحيط في أقصى الشمال الشرقي ونهاية حدود عزلة العطن المروانية إلى جزر ميدي غرباً في البحر الأحمر، وتحدها شرقا قبيلة مستبأ وحجور وعاهم، وقبيلة بكيل، وجنوبا قبيلتي بني حسن وعبس في اليمن، وتحدها قبائل مثل الحرّث وبني حُمّد وبني الحكم في الشمال الشرقي داخل السعودية، وتحدها شمالاً قبيلتي المسارحة وبني شبيل.
أما مساكنهم في خارج حدود بني مروان فلهم مساكن متفرقة في كافة أرجاء شبه الجزيرة العربية مثل: رأس تنورة والتي كانت تسمى ببلدة رحيمة سابقاً، والتي هاجر إليها قديماً أحد بطون قبيلة العتنة وهم آل شبوت، ومن العتنة أيضاً فخذ بني صالح الذين هاجروا منذ القدم واستقروا في بلدة سعيدة الصوالحة والتي سميت عليهم، وفيما حولها في منطقة عسير.
ومن المساكن الأخرى لبني مروان كذلك: بعض مساكن قبيلة بني الخوري في أماكن متفرقة من تهامة مثل قرية الخوارية حول صبيا وقرية المجنة وغيرها، ومن المساكن التي يحل فيها بعض أفراد القبيلة أيضاً قرية الحبجية في أحد المسارحة والتي يسكن فيها بعض أبناء فخذ المقازلة من قبيلة بني الحداد، وفي ضمد وضواحيها تسكن عشائر وأسر من قبائل بني مروان مثل: بني العاتي، بني الحداد، القيوس، العتنة، الكراشمة، الجعدة، وغيرهم ويشكلون عدداً كبيراً من البيوت والعشائر الساكنة في محافظة ضمد.
وقد هاجر البعض من أفراد قبيلة الفرانتة قبل قرون من حيران إلى جهات الواعظات ووادي مور والحديدة ويقول في ذلك شاعرهم:
ولهم الآن عزلة الفرانتة التابعة للحديدة وتضم العزلة ستة عشر قرية.
وتتبع لبني مروان المدن التالية:
- في السعودية:
- الموسَّم وضواحيها.
- القفل وضواحيها.

ويشتركون مع قبائل بني شبيل في صامطة ومع بني حمد في محافظة الطوال ومع الحرث في الخوبة وضواحيها.
- وفي اليمن:
- حرض وضواحيها.
- حيران وضواحيها.
- ميدي وضواحيها.

ويشتركون مع بني حسن وعبس في مديرية عبس ومع مستبأ في مديرية مستبأ.
وتشترك قبائل بني مروان مع غيرها من القبائل في مدن أخرى داخل السعودية واليمن.
وينتشر بنو مروان أيضا في غير ما سبق من المدن والبلدات والقرى في السعودية واليمن، كما يوجد العديد من البطون المروانية التي هاجرت قديماً خارج بلاد القبيلة واستقروا في أماكن مختلفة سواء داخل الجزيرة العربية أو خارجها أيضاً والذين ارتحلوا سعياً وراء الرزق ومنهم من استقر في بعض الدول العربية في إفريقيا ومازال منهم بقية إلى الآن.
وفي العصر الحالي انتشر الكثير من أبناء القبيلة وأسرها خارج بلاد القبيلة إلى أرجاء الجزيرة العربية والخليج العربي كحال بقية القبائل العربية المعاصرة.

## تاريخ القبيلة
إن تاريخ بني مروان هو امتداد لتاريخ قبيلة عك من الحرية والنضال والاستقلال الذاتي عن جميع الممالك ما عدا خلافة النبوة ، وتعتبر قبيلة بني مروان القبيلة الباقية من بطن عمران بن ربيعة بن عبس ابن عبد الله العكي الجذم الرئيسي الأول لقبيلة عك والذي يقابله جذم الشاهد بن عك بن عدنان والذين وفدوا إلى النبي صلى الله عليه وسلم في عام الفتح مع وفد عك بن عدنان.
وفي أيام تفكك الدول لم تكن تتبع قبائل عك لسلطات الحواضر حيث كانت تقيم في بواديها بعيدة عن وصول يد السلطان إليها، مما جعلها تشكل قلقاً ومشاكل بين الحين والآخر على الحواضر التي تعاقبت عليها الدول، وكثيراً ما كانت تحاول الإمارات في حواضر تهامة الاستفادة من تلك القوة القبلية لبادية عك، بمقابل أعطيات لهم داخل الحواضر التهامية، وكانت قبائل عك «تتنافس فيما بينها ونافست المدن والدولة القائمة فيها»، وتارة تكوّن تلك القبائل إقطاعياتٍ تابعة لها في وسط الحواضر في ظل ضعف الدول.
وعلى إثر ذلك فقبيلة بني عمران العكية والتي هي القبيلة الأم لبني مروان، حاول النجاحيون مع القرن الخامس الهجري الاستعانة بهم لاحتلال زبيد ولمعاركهم مع الحكام الآخرين في بلاد اليمن في نهايات الدولة العباسية.
وبعد ذلك قام بنو عمران بالثورة على النجاحيين حتى سقطوا، وكان ذلك في أيام ابن مهدي، يقول المؤرخ عمارة الحكمي: «فاستدعاهم ابن مهدي، ومنَّ بهم ووعدهم ملك زبيد، وهم قومٌ أغمار جهال شجعان، لا يرهبون الموت ولا من بعده يطرحون بأنفسهم ولا يبالون بها»، وبرز من بني عمران حينها فارسان وقائدان في تلك الثورات في زمن ابن مهدي، وهما: «الحرامي» و«النويتي».
وفي القرن السادس الهجري تولى بنو عمران مناصب «القضاء الأكبر» والوزارة والقيادة في الدولة الرسولية وكان من أشهرهم محمد بن أسعد بن محمد بن موسى العمراني العكي الملقب ببهاء الدين (ت 695 هـ) وقد كان أول من جمع بين الوزارة والقضاء الأكبر في تاريخ اليمن.
ومن مشاهيرهم كذلك أبو الحسين يحيى بن أبي الخير العمراني إمام الشافعية في بلاد اليمن في عصره، والملقب بشمس الشريعة صاحب كتاب «البيان» المشهور في الفقه الشافعي، وكتاب «الانتصار في الرد على المعتزلة القدرية الأشرار» وغيرها.
ويكاد يكون أول ذكر لقبيلة بني مروان باسمها الحالي في ما يقارب العام 550 للهجرة، فلقد ذكرهم القرطبي في «التعريف بالأنساب والتنويه بذوي الأحساب» حيث قال:
«وأما وادعة بن زيد ففيه الشرف والسؤدد فمنهم جبير وعاصم وعريب وأحمد بنو مروان، وآل دهس بيت سؤددهم».
وقد كان الشعار القبلي لبني مروان إلى عهد قريب هو «لاد مدهوس»، وهو علم على قبيلة بني بكري إحدى بيوت المشيخة في بني مروان.
ولعل أول ذكر لفخذ من فخوذ بني مروان باسمه هو ذكر عريب بن مروان في كتاب القرطبي، وكذلك «دهس» السابق ذكره والذي يعتزي به بنو بكري بمسمى «بني مدهوس»، أما الذكر المستقل فلقد ذكر الفخذين المروانيين «المغافلة» و «بني الحداد» في كتاب تحفة الزمن للأهدل قريب العام 755 للهجرة، في ترجمته للفقيه عمر بن الحداد.
وقد ذاع صيت بني مروان باسمهم المستقل عن بني عمران واشتهر في أواخر القرن العاشر الهجري (900 هـ) ومطلع القرن الحادي عشر الهجري (1000 هـ)، واشتهرت بغاراتها على الإمارات والدول والقبائل المحيطة بها منذ ذلك التاريخ وما بعده، وعدهم الكثير من المؤرخين بأنها القبيلة التي تغزو غيرها ولا تُغزى من أحد؛ لشدة بأسها، ولها معارك مشهورة وبطولية ضد دولة إيطاليا وضد الدولة العثمانية، وقد وصلت غاراتها إلى سواحل أفريقيا وجزرها ، وقد اشتهرت القبيلة بمسمى قراصنة البحر الأحمر وقتها في الوثائق الإيطالية والبريطانية والعثمانية.

## أقسام وقبائل بني مروان
تضم قبيلة بني مروان تحتها عدة بطون وقبائل كبيرة وتنقسم هذه القبائل إلى أفخاذ وكل فخذ ينقسم إلى بيوت، وتوجد داخل كل قبيلة أنماط معيشية مختلفة مثل: أهل المير وأهل الخبت وغيرهم، وذلك لكون قبيلة بني مروان من قبائل البادية التي لا تستقر في مكان حضري كثيراً.
وتنقسم إلى أقسام وتراتيب بحسب الجهات والأماكن ولكل منها تفرعات:-
- 1- أهل الفَجّ، وهم: العقيدي والمرزوقي.
- 2- بني الحداد.
- 3- العتنة.
- 4- الساحل، وينقسم إلى: الموسَّم وتوابعه، وميدي وتوابعها.
- 5- الشعاب.
- 6- حيران.
- 7- حرض، والتي أصبحت مدينة لبني مروان بعد العام 1888م.[37]

### قبائل بني مروان
تنقسم بني مروان إلى أفخاذ وبطون وتتوزع بين الأقسام السابقة، ومن هذه البطون والأفخاذ:
- 1- بني بكري، ومفردهم البكري أو ابن بكري.
- 2- القيوس، ومفردهم القيسي.
- 3- المغافلة أو آل مرهوب، ومفردهم المغفلي.
- 4- بني الحداد، ومفردهم الحدادي.
- 5- العتنة، ومفردهم العتيني، أو آل عتين .
- 6- العِربة، ومفردهم العريبي .
- 7- العبادل أو آل بو عبدل، ومفردهم العبدلي .
- 8- بني امهِبة، ومفردهم ابن هِبة .
- 9- المجادلة، ومفردهم المجدلي .
- 10- المحاجبة، ومفردهم المحجّب .
- 11- بني الجماعي، ومفردهم الجماعي .
- 12- المرازقة، ومفردهم المرزوقي .
- 13- بني فاضل، ومفردهم فاضلي .
- 14- بني زيلع، ومفردهم آل زيلع .
- 15- بني العاتي، ومفردهم العاتي .
- 16- الخوارية أو بني الخوري، ومفردهم الخوري .
- 17- الحراملة، ومفردهم الحرملي .
- 18- المررة، ومفردهم آل مرير .
- 19- بني فايد، ومفردهم ابن فايد .
- 20- بني العواجي، ومفردهم العواجي .
- 21- الجعادرة، ومفردهم الجعداري .
- 22- بني الجراح، ومفردهم الجراحي آو آل جراح .
- 23- الجعاملة، ومفردهم الجعملي أو آل جعمل .
- 24- الزررة، ومفردهم آل زرير .
- 25- بني الشوك، ومفردهم الشوك .
- 26- البحرة، ومفردهم البحيري .
- 27- بني تَمَر، ومفردهم امتَمْري .
- 28- التنابكة، ومفردهم آل مْتَنْبَك .
- 29- البدادية، ومفردهم البديدي .
- 30- بني المدعلل أو المقاطنة، ومفردهم مقطن .
- 31- آل حاوي، ومفردهم الحاوي .
- 32- الخوامل، ومفردهم آل خوامل .
- 33- بني القراص، ومفردهم قراص .
- 34- بني امَّعوز، ومفردهم امَّعوز .
- 35- بني امخَمَج، ومفردهم الخَمَج .
- 36-الغِوِرة، ومفردهم آل غوير .
- 37- القمرة، ومفردهم آل قمير .
- 38- آل بوعقة، ومفردهم أبو عقة .
- 39- الحراضية، ومفردهم الحَرَضي .
- 40- الشعابية، ومفردهم الشعابي .
- 41- الدواكلة ومفردهم آل دوكل .
- 42- الأزايبة، ومفردهم الأزيبي .
- 43- بني هلال، ومفردهم الهلالي .
- 44- بني الدَّش، ومفردهم دَش .
- 45- الجواهرة، ومفردهم الجوهري .
- 46-الجعدة، ومفردهم الجعيدي .
- 47- بني عجار، ومفردهم العجار .
- 48- بني هتان، ومفردهم الهتاني .
- 49- بني الشهير، ومفردهم شهير .
- 50- بني المش، ومفردهم المش .
- 51- القظامة، ومفردهم قظام .
- 52-الحناترة، ومفردهم حنتر .
- 53-الفرانتة، ومفردهم الفرنتي .
- 54- المشارفة، ومفردهم أشرف .
- 55- بني عضل، ومفردهم عضلي .
- 56- الكراشمة، ومفردهم كرشمي .
- 57- الـغــوَاصة، ومفردهم غواص .
- 58- بني مطر، ومفردهم المطري.
- 59- الحوافنة، ومفردهم حوفان .
- 60- الحرابية، ومفردهم حربي .
- 61- بني المكي، ومفردهم المكي .
- 62- الحبالية، ومفردهم الحبلي .
- 63- الشعاولة، ومفردهم شعلان .
- 64- الدنانة، ومفردهم دناني .
- 65- المفارجة، ومفردهم المفرج .
- 66- بني القيم .
- 67- بني شبيكة .
- 68- بني الزين .
- 69- بني علوي .
- 70- بني بختان .
- 71-الوقاصة .
- 72- الجرابة .
- 73- آل بو السيل .
- 74- آل مغبش .
- 75- آل عطاف .

وغيرها، وتنقسم كل قبيلة من هذه القبائل المذكورة وغير المذكورة إلى أفخاذ متعددة وكثيرة.

### قبائل تعود في ولاء وحلف بني مروان
هناك بعض القبائل التي ليست من بني مروان وإنما تعود إليها بالحلف والولاء، ومن هذه القبائل:
قديماً:
- 1- بنو الحكم: والذي يقطنون بين بني مروان في جهات «أبو الرديف» و«حبل»، وكانوا يعرفون بمسمى «حكامية بني مروان»، وهم من قبيلة بني الحكم بن سعد العشيرة المعروفون في تهامة وفي جهات المضايا وغيرها، وفي الوقت الحالي قد استقلوا عن بني مروان وهم في عداد قبيلتهم الأم قبيلة بني الحكم.[38]
- 2- قبائل الخميسين: وهي إحدى قبائل منطقة حجة في اليمن وتعود في نسبها إلى حاشد من همدان، وقد كانت قبائل الخميسين قديماً في حلف بني مروان، والآن هم مستقلون.[39]
- 3- بنو دارس من بني الحارث: والذين يقطنون في محافظة الحرث، وكانت قبيلة بني دارس تعود في حلف بني مروان قديماً، والآن هم في عداد قبيلتهم الأم بني الحارث.[40]

حديثاً:
- قبيلة الحراضية:

مع توطين البادية الذي عم جزيرة العرب وذلك فيما بعد القرن العشرين الميلادي (1900م) ازداد توافد الأسر المروانية للسكنى في مدينة حرض حتى وقتنا الحالي، وأصبحت الأغلبية لسكان مدينة حرض من قبائل بني مروان وأهمهم المحاجبة، وذلك بعد أن كان لا يوجد لبني مروان في مدينة حرض أي تواجد قبل ذلك؛ لأن قبيلة بني مروان كانت تقطن في البوادي المحيطة بحرض وغير ذلك من الأقاليم ولم تكن تسكن المدن،
وأما الأسر المروانية الأخرى فأصبحوا تحت داعية تسمى بالحراضية نسبة إلى حرض ودخل معهم أحلاف في هذا المسمى من بني هاشم ومن بني الحكم ومن همدان وغيرهم، وبقيت بعض الأسر غير المروانية الأصل تحتفظ بنسبها مثل الأسر الهاشمية كالحواذنة وآل خيرات ويعرفون بمسمى «أشراف حرض» ولم يدخلوا تحت اللواء المرواني في حرض وإنما يجمعهم مدير المديرية الذي هو من بني مروان منذ قيام الجمهورية اليمنية وهم يرجعون في حلف بني مروان حالياً عند النكف القبلي، وقد أصبحت مدينة حرض في الوقت المعاصر مدينة من مدن بني مروان بحكم أغلبية السكان وعصبية القبيلة.
جاء في الموسوعة البريطانية المعروفة ب«الكتيبات العسكرية لشبه الجزيرة العربية بين 1913-1917م»، والتي تم تأليفها في المرحلة التي عاصرت تغير التركيبة الديموغرافية لحرض لتدخل في حلف بني مروان، ويسكن فيها العديد من الأسر البدوية المروانية؛ مانصه: «حرض: بلدة على بعد حوالي خمسة عشر ميلاً شرق ميدي، وليس من الواضح تماما ما إذا كان سكان حرض ينتمون إلى بني مروان لكنهم على أي حال متحالفون معهم بشكل وثيق».
وهذا النص أيضا ذكره كيناهان كورنسواليس في كتابه الذي تكلم فيه عن منطقة عسير وتهامة قبل الحرب العالمية الأولى والذي أسماه «عسير قبل الحرب العالمية الأولى».
بعض من القبائل الغير مروانية الأصل لكنها مروانية الحلف وتدخل تحت مسمى الحراضية:
- 1- الحراضية، ومفردهم الحرضي .
- 2- الأشراف، ومفردهم الشريف .
- 3- الفقهاء، ومفردهم فقيهي، وهم غير الفقهاء والذين يرجعون لقبيلة المسارحة.
- 4- الصبانية.

## بلاد بني مروان
تمتاز قبيلة بني مروان بامتداد أراضيها الشاسع من البحر الأحمر وحتى جبال تهامة، وتمتاز بتنوع التضاريس والأراضي بين السهول والجبال والسواحل والجزر البحرية، وبتنوع الأقاليم في داخلها .

يظهر هنا في هذه الخريطة العثمانية التالية رسم تقريبي لامتداد حدود بني مروان ، حيث صحاري تهامة وسواحلها بمحاذاة ميدي، والتلال أو ما يسمى باللهجة التهامية "المير" والذي يقطن فيه بدو بني مروان الذين يسمون بـ "أهل المير" كما تشير الخريطة في حدود القبائل المروانية مثل: بني الحداد ويسمون بـ "أهل المجنب"، وبني بكري وبني العواجي وآل بو عبدل والقيوس وغيرهم وهم من يسمون بـ "أهل الفَج".

وتشتهر قبيلة بني مروان بكثرة المراعي والمواشي: من الإبل، والأبقار، والأغنام، والضأن، كما كانت قديما موطناً للكثير من حيوانات الصيد مثل الغزلان العربية وغيرها، وما زالت تحوي بداخلها بعض الحيوانات المهددة بالانقراض.
كما أن لدى قبائل بني مروان سلالات خاصة من الإبل والخيول، ومن ذلك: الإبل العواجيات الأوارك المنسوبة إلى قبيلة بني العواجي المروانية.
ومن الجبال في بلاد بني مروان: 
- جبل أبو الحراب
- جبل أبو النار
- جبل مبعوثة
- جبل الهيجة
- جبل جحفان
- جبل امنقل
- جبل الحصنين
- جبل الخواضرين
- جبل أبو السراج
- جبل عنم
- جبل شقدم
- جبل القويم
- جبل الضناك
- جبل الرمايد
- جبل النقارة
- جبل العَشَّة الحمراء: و «العَشَّة» -بفتح العين وتشديد الشين- تعني في لهجة أهل تهامة: الهضاب المرتفعة قليلا عن الأرض.
- كرس بن عاصي : و «الكِرْس» -بكسر الكاف وسكون الراء- تعني في لهجة أهل تهامة: التلال المرتفعة عن الأرض، وتكون أكبر من الهضاب وأصغر بقليل من الجبال.
- كرس حيران

ومن الأودية في بلاد بني مروان:
- وادي ابن عبدالله وروافده: وادي حرض، ووادي رحبان.
- وادي لِيَه
- وادي تعشر وروافده: وادي المغيالة، ووادي الملح.
- وادي حيران
- وادي ابن سليمان
- وادي الشعاب
- وادي قفيل
- وادي أثلة
- وادي رام، وغير ذلك من الأودية المتفرعة عن الأودية السابقة.

ومن الجزر الشهيرة في سواحل بلاد بني مروان : جزيرة الدويمة، وغيرها.

### أقاليم بلاد بني مروان
توجد في بلاد بني مروان عدة أقاليم ونجوع ومراعي تقطن فيها القبائل المروانية، وتتنقل فيها تتبعاً لمواقع القطر.
وأهم تلك الأقاليم:
- 1- إقليم الفج: وهو مدخل إلى المِير المرواني، ويتبع حالياً مديرية حرض في اليمن، وهو إقليم واسع وبه مراعٍ حسنةٍ، ومن أشهر قراه الكبيرة: الخُفَر، والزغلول، وغيرها، وقد كان له نصيباً كبيراً من المدح والثناء في التراث المرواني، لمناعته وحصانته فقد لُقّب بألقاب منها: «الفَجّ المخيف». ولطيب أرضه واتساع مراعيه؛ تسكن به الكثير من القبائل المروانية.
- 2- إقليم المير
- 3- إقليم الخبت
- 4- إقليم الساحل
- 5 - إقليم حرض
- 6- إقليم الشعاب

## معارك وحروب القبيلة مع الدول العظمى
اشتهرت القبيلة بمعارك ضارية أثبتت فيها بسالة وشجاعة تواترت عند العامة والخاصة، وتناقلتها الكتب التاريخية والأدبية والأشعار والقصائد، ومن تلك المعارك:

### معارك بني مروانوإيطاليا
كانت إيطاليا زمن الاستعمار تسيطر على السواحل الإفريقية الشرقية المتاخمة للبحر الأحمر، وكانت بني مروان وقتها يشن قراصنتهم غارات على تلك السواحل الإفريقية وعلى الجزر التابعة لها، بالإضافة إلى تهريبهم للسلاح الفرنسي بداخل إفريقيا، رغم منع إيطاليا لذلك السلاح، وطوال خمسين سنة لم تستطع إيطاليا السيطرة على القراصنة المروانيين ولا منع تعدياتهم، وأثناء ذلك حدثت بعض المعارك منها:

#### معركةمصوعودهلكالبحرية عام 1901م
وقد كان التعدي في بادئ الأمر من بني مروان على القوات الإيطالية الحامية لمصالح إيطاليا على الساحل الإفريقي، وقام القراصنة المروانيون بالغزو على سواحل جيبوتي وجزر دهلك وغنموا من الإيطاليين مبالغ مالية وذهب وغيره، وقاموا بتحرير ومساعدة بعض الثائرين ضد إيطاليا في تلك المناطق.

#### معركةميديعام 1902م
والتي كانت كرد انتقامي من إيطاليا على قبيلة بني مروان بعد غزوات من قراصنة القبيلة للساحل الإفريقي وتعديهم على التجار والرعايا الإيطاليين وعلى الجيش الإيطالي، مما دفع إيطاليا لمحاولة الانتقام من قبيلة بني مروان وقامت على إثرها بتدمير ميناء ميدي المرواني، وبمطالبة مشائخ بني مروان بتسليم الرعايا الإيطاليين المستجيرين بالقبيلة من دولة إيطاليا، وقابلتها بني مروان بالرفض التام وإعلان الجهاد ضد الطليان، حتى انتهت المعركة برضوخ الإيطاليين لطلب الصلح.
يقول الإرياني في الدر المنثور:
«وقد قاوم بنو مروان هذه الغزوة بشجاعة، مما اضطر الإيطاليين لطلب الصلح».
وبنهاية معركة ميدي يقول الإرياني أيضاً:
«فلما وقع ما وقع تأهب بنو مروان للقتال، فلما بلغ الإفرنج ذلك التأهب ضعفت قواهم وجبنوا وطلبوا الصلح».

### معارك بني مروان ضدبريطانياوفرنسا
في القرن التاسع عشر وبدايات القرن العشرين، كانت قد وقعت من قراصنة بني مروان هجمات على السفن والبضائع البريطانية والفرنسية المارة عبر البحر الأحمر؛ ورغم وجود تعزيزات عسكرية من بريطانيا وفرنسا
إلا أنها فشلت في حماية السفن التابعة لها والتي تمر عبر تلك المناطق.
يقول المؤرخ البروفيسور قيصر فرح في موسوعة "سلاطين اليمن في القرن التاسع عشر" تحت عنوان (المأزق العثماني):" ربما يكون الضابط البحري الذي قضى سنوات عديدة في البحر الأحمر هو أفضل من وصف مأزق الحكومة العثمانية في مواجهة تجارة الرقيق ؛ لقد وصف الضابط البحري العثماني في تقريره عن "ميدي" بأنها يتعذر الوصول إليها ، سواء عن طريق البر أو البحر ، ويمكن لرئيسها أيضا استدعاء عشرين ألف محارب إذا لزم الأمر ، كما أشار في تقريره إلى عدم وجود موقع عثماني في المنطقة ، وأن الوصول إليه عن طريق البحر يتطلب المرور عبر ممر مائي ضيق ومتعرج يبلغ طوله ثلاثة أميال ونصف ، وعند الاقتراب برا ؛ لن يتمكن العثمانيون من الاقتراب أكثر من خمسين ميلاً منه.
وقال بعد ذلك: "لمضاعفة مشاكل البحرية العثمانية في البحر الأحمر ؛ كان الصحفيون الفرنسيون الحسودون الذين لا يحبون ألمانيا يؤكدون أن الإيطاليين باكتسابهم شروطاً من العثمانيين لم يلتزموا بها تمكنوا من إنجاز ما لم يستطع سرب بحري فرنسي (مكون من خمس سفن كبيرة وطوربيدان مضادان) من القيام بتعويض الخسائر الفرنسية ضد قراصنة ميدي ، ويعزى نجاح إيطاليا إلى صداقتها مع ألمانيا وشفاعة القيصر الألماني .
وبعد أن أشار الإيطاليون إلى الطريق بجرأة شديدة ، بدأ البريطانيون أيضاً في التساؤل عما إذا كان الوقت قد حان لجميع القوى التي تتاجر في البحر الأحمر للعمل بالتنسيق لمكافحة القرصنة .
عانى الشحن البريطاني أيضاً من غارات القراصنة ، وتم الاعتراف بأن العثمانيين كانوا إما ضعفاء جداً أو أنهم غير مبالين لمواجهة عمليات القرصنة.

### معارك بني مروانوتركيا
بعد عودة الأتراك مرة أخرى لليمن والجزيرة في عام 1871م، قامت العديد من الثورات في ذلك التاريخ، ومن أشهر تلك الثورات ثورة بني مروان المسماة بـ«حرب الشعاب».

#### حرب الشعاب
نسبة لمنطقة الشعاب المروانية التي وقعت فيها المعركة ضد الأتراك عام 1891م، والتي فتكوا فيها بالجيش التركي وراح ضحية ذلك 400 جندي تركي واستمرت المعارك والثورات في أكثر من مكان وكثرت تعديات بني مروان على اليمن وعلى الحاميات العثمانية هنالك حتى قررت الدولة العثمانية إنشاء متصرفية خاصة ببني مروان باسمهم بدلا من متصرفية أبي عريش.
وقد قال المؤرخ محمد زبارة في أحداث سنة 1303هـ:
«وفيها فتكت قبائل بني مروان من قبائل تهامة الشامية بنحو بلوكين من عسكر الأتراك، كان قد أرسلها القائد محمد بك أبو مسمار .... إلخ» إلى أن قال«فأحاطت بالبلوكين بعض القبائل من بني مروان من كل جهة، وقتلوهم عن آخرهم وأخذوا أسلحتهم».

#### معركة الحفائر
والتي شاركت فيها أكثر قبائل تهامة، وكان لبني مروان ذكر عامر في تلك المعركة من ذلك ما ورد في القصة الشعبية المشهورة في خولان والتي قال الشاعر ابن امخنبعية الفيفي فيها مثنياً على قبيلة بلغازي ومادحا لها بموازاتها ببني مروان حيث يقول:
.
ومعركة الحفائر قد شاركت فيها أغلب قبائل تهامة بما ينبئ عن شجاعة وقوة وبسالة قبائل تهامة الجزيرة بلا استثناء، وكانت فيها مع الإدريسي.

#### مدينة ميدي في زمن الترك
تكلم تقرير صحفي من وكالة أنباء رويترز نشرته صحيفة المحقق الأسترالية (The Examiner) عن مدينة ميدي المروانية في زمن الأتراك، وعن علاقتها بالترك وبالإيطاليين وبالمجتمعات الأخرى، يقول التقرير الذي كان عنوانه (وكر القراصنة): «يقول مراسل الديلي ميل الذي أمضى سنوات عديدة في الخدمة بالبحر الأحمر في مكافحة غسيل الأموال وتجارة الممنوعات، ويكتب على النحو التالي:» يبدو أن عمل الإيطاليين جيد جدا على الورق فقط، وقد تم إعداده لإرضاء الناس في أوروبا.
من جهتي أشك تماما في صحة ذلك؛ إن ميدي مثل عدد من المدن الكبيرة على طول ذلك الساحل لم يتم وضع علامة عليها في الخارطة الحضارية الحديثة، لذا فهي موطن القرصنة وتجار الرقيق، وتضم بعضاً من أعظم المجرمين على وجه الأرض.
إن ميدي لا تعترف بالحكومة التركية، ويحكمها شيخ عربي يمكنه في حالة الطوارئ أن يستدعي مئتي ألف رجل.
يتم إحضار الرقيق وجميع أوصاف ذخائر الحرب إلى ميدي ونقلها إلى الداخل.
لا توجد في ميدي مصلحة جمارك، ولا يتم دفع أي ضرائب للحكومة التركية.
لقد اعترضت بنفسي تجارة الرقيق والأسلحة بعد قتال شديد.
هؤلاء البدو يقاتلون حتى الموت، وجميعهم مسلحون ببنادق حديثة، معظمها بنادق مارتيني هنري.
إن القناة المؤدية إلى ما يعرف بميناء ميدي تدور حول ثلاثة أميال، ولها نهاية طريق خطيرة وضيقة ومتعرجة وموحلة، ولا يجرؤ أحد سوى أولئك الذين يعرفونها جيداً على الدخول بين الشعاب المرجانية الضحلة، والامتداد للداخل مستقيم ويقود للقناة لكنه يحرسه مركب.
إذا كان الإيطاليون قد وصلوا إلى أقصى حد ممكن، فلا بد أنهم ذهبوا في قوارب، وحتى مع ذلك فإن ميدي لا تزال على بعد 35 ميلاً داخلياً، من الواضح أن القول إن الإيطاليين وصلوا إلى أبعد نقطة في ميدي عبث وسخف.
أما فيما يتعلق بوعود الحكومة التركية بالاستيلاء على المراكب الشراعية، فإن جميع أفراد القوات التركية على بعد خمسين ميلاً من ميدي ولم أسمع أبداً عن أي سفينة تابعة للحكومة التركية قادرة على التقاط مراكب تجارة الرقيق أو مراكب القراصنة، وأنا أعرف أنه لا توجد سلطات قادرة على القيام بذلك لأنه لا يجرؤ أحد على الاقتراب".

#### دور بني مروان في إدخال السلاح إلى اليمن في عهد الترك
بعد الدخول العثماني الثاني للجزيرة العربية، نشأت ثورات داخلية في الجزيرة العربية ومنها اليمن، وثار السكان على الوجود التركي لوجود بعض صور الاستبداد والظلم، أثناء ذلك كان الشعب اليمني يعاني نوعاً من الحصار وقلة المؤونة لاسيما العسكرية، فقامت قبائل بني مروان بتهريب سلاح فرنسي يُعرف في اليمن باسم «أبو سك» وإدخاله إلى بقية مناطق اليمن وذلك عبر ميناء ميدي وعلى طول ساحل تهامة، جاء في كتاب حوليات يمانية ما نصه «فقام الفرنصيص بعمل هذا السلاح المسمى بأبي سك وأخرجه إلى بندر ميدي بالقرب من جازان وحوله بني مروان متغلبين على جميع البلاد».

### معارك قبائل بني مروان فيالثورة الجمهورية اليمنية
وكانت ضد دولة مصر الجمهورية مع نهاية الدولة المتوكلية في الحرب الأهلية اليمنية، وكانت فيها أغلب قبائل بني مروان اليمن ضد التحول الجمهوري لنظام الحكم، وكان من أهم أسباب رفض أغلب مشائخ بني مروان اليمن للتحول الجمهوري هو الخشية من تحول اليمن إلى الشيوعية.
ومن المعارك التي وقعت في بلاد بني مروان بين القوات المصرية الداعمة للجمهورية والجمهوريين من طرف ضد القبائل والقوات الرافضة للتحول الجمهوري مثل أغلب قبائل بني مروان اليمن من طرف آخر:

#### معركة الجبلين
وفيها يقول الشاعر أحمد بن علي عرفة المرواني:

#### معركة المشبَّة
وهي معركة استبسلت فيها قبيلة بني الحداد عند إغارة الجيش المصري عليهم حتى جاءت بقية قبائل بني مروان داعمة لهم، فقال في تلك المعركة الشاعر محمد بن محمد الحدادي المرواني الملقب بـ«محمد صغير»:

## المعارك والحروب في العصر الحديث
في العصر الحديث شاركت قبيلة بني مروان في الحروب ضد ميليشيات الحوثي المسماة بـ«حركة أنصار الله»، والتي تخالف القبيلة المروانية في العقيدة والمذهب ، وقد كانت بني مروان مشاركة في النزاعات بين الحكومة اليمنية والميليشيات الحوثية، وكذلك بين القوات السعودية والحوثيين.

### حروب بني مروان والحوثيين
حاربت قبائل بني مروان ضد الحركة الحوثية منذ بدايتها وأهم هذه الحروب والمشاركات:

#### نزاع صعدة
والذي ابتدأ في عام 2004م وكان بين الحكومة اليمنية وبين المليشيات الحوثية، وقد شارك القسم اليمني من قبيلة بني مروان في هذا النزاع مع حكومة اليمن ضد حركة «أنصار الله».

#### حرب الخوبة
وهي الحرب الأولى بين القوات السعودية والحكومة اليمنية من جهة ضد الميليشيات الحوثية من جهة أخرى وقد ابتدأت في عام 2009م، وقد شاركت قبيلة بني مروان بجيش قبلي في دعم القوات السعودية واليمنية.
وكانت المعارك في مناطق حجة، وعمران، وصعدة والملاحيط، وحرض، وحيران، وميدي، وبكيل المير ، وقد كان الجيش القبلي لبني مروان يحظى بدعم وإسناد جوي من القوات الجوية السعودية واليمنية.

## متصرفية وقضاء بني مروان
بعد أن كثرت الثورات والغزوات المروانية على الأتراك وحامياتهم في اليمن هنالك؛ نتيجة تسلط الأتراك وعدم تطبيقهم للشريعة الإسلامية، كذلك أيضا بسبب التحريش الذي كانت تفعله دولة إيطاليا بين القبائل العربية في تهامة اليمن وبين العثمانيين، كل تلك الأسباب جعلت القبائل في حالة احتقان شديد وكره للوجود العثماني داخل اليمن، وعلى إثر تلك الثورات من القبائل كقبيلة بني مروان قررت الدولة العثمانية إنشاء متصرفية خاصة لبني مروان باسمهم وإنهاء المتصرفية السابقة في أبي عريش ونقلها إلى جازان حتى أتت معركة «الحفاير» واستكملت على المتبقي من الوجود التركي في تهامة.
يقول العمودي في «تاريخ اللامع»: «وفي هذا الزمن تسبب التجهيز من الدولة لأحمد باشا هو ما أحدثه بنو مروان من التعدي على اليمن .... إلى أن قال وبقي الحال بحاله إلى سنة خمس من القرن الرابع عشر ، في إقامة أحمد توفيق ، وانتقل بالهيئة من أبي عريش إلى جازان لتعصب القبائل ، وحولوا القضاء به ، وبذلك انقطعت ولاية الدولة الأتراك من أبي عريش ونواحيه».
وفعلاً كانت تلك هي السنة التي تملكت فيها بنو مروان قضاء أبي عريش وهي ما يوافق سنة 1888م، وكان مركز تلك المتصرفية المروانية هو حرض، وكان ذلك «لضمان الأمن والسلامة من التعديات المروانية».
ومن ذلك ما فهرسه المؤرخ محمد عيسى صالحية في كتابه «المخطوطات اليمنية في مكتبة على أميري باسطنبول» حيث نقل:
«عاد من مأمورية الشام من مركز الحديدة، وقت فساد بني مروان وعصيانهم وقطعهم الطرق ومهاجمتهم بندر اللحية وملحقاتها مراراً، ونهب الصادر والوارد ، وكان الولاة أحمد فيضي باشا ، وأحمد باشا بن سليمان بن عبد الرحمن الكردي الخالدي قد حاولوا إخضاعهم فلم ينجحوا في ذلك».

## دور قبيلة بني مروان في الدولة السعودية الأولى والثالثة
ساهمت بني مروان مع الدولتين السعوديتين الأولى والثالثة في تهامة، فقد شارك بعض فرسانها وبعض قادتها في الحروب السعودية الأولى في أرض تهامة.
وشاركت الكثير من قبائل بني مروان بشكل فعال في الدولة السعودية الثالثة وفي ضم الأراضي التهامية لها، وساعدت قائد الجيوش السعودية آنذاك حمد الشويعر، وتحت إشراف الأمير فيصل بن عبد العزيز، وحاصرت قبائل بني مروان عاملَ الدولة المتوكلية في حرض علي السياني، وساهمت في قطع الطرق الجبلية منعا للإمدادات المتوكلية من تلك الجهات، حتى سقطت حرض وانضمت للدولة السعودية الثالثة ، قال القاضي محمد بن عبد الله العمري في "سفينة الأدب والتاريخ": وفي أثناء المحاصرة أرسل السيد محمد بن حسن المتوكل أمير جيش تهامة ألف نفر للغارة على حرض صحبة سيد من شهارة اسمه السيد عبد الرحمن بن عباس، فلما قارب دير بني مروان خرج عليه بنو مروان وقليل من النّجود فثبطوه هو ومن معه وفرقوا جمعهم حتى خرج السياني ومن معه ، ثم إن السياني ومن معه خرجوا ليلاً ذلك الحين، ففطن لهم أهل البلاد فأجمعوا عليهم ومزقوا شملهم"، وقد كان ذلك قبل ترسيم الحدود الحالية.

## تقرير المخابرات البريطانية عن بني مروان أثناء الحرب العالمية الأولى
تحدث المؤرخ فرح قيصر -الذي عمل أستاذا للتاريخ بجامعة مينيسوتا بأمريكا- في كتابه التأريخي عن اليمن بالقرن التاسع عشر عن بعض المراسلات التي تصل إلى الجيش البريطاني تنبئه بقوة قبيلة بني مروان المكونة من 20 ألف رجل مسلح ببنادقهم، ومن أهم أسلحتهم بندقية «مارتيني - هنري»، وبمدافع «بريتيش لودر» جيدة، ويوصي المخبر الحكومة البريطانية بضرورة إعلان حملة عسكرية قوية ضدهم بشكل عاجل لدعم الإيطاليين الذين عانوا منهم طوال نصف قرن. وقد كان ذلك في نهاية القرن التاسع عشر الميلادي (1800م) وبدايات القرن العشرين (1900م) ومزامنا للتوترات الدولية التي سبقت نشوب الحرب العالمية الأولى.

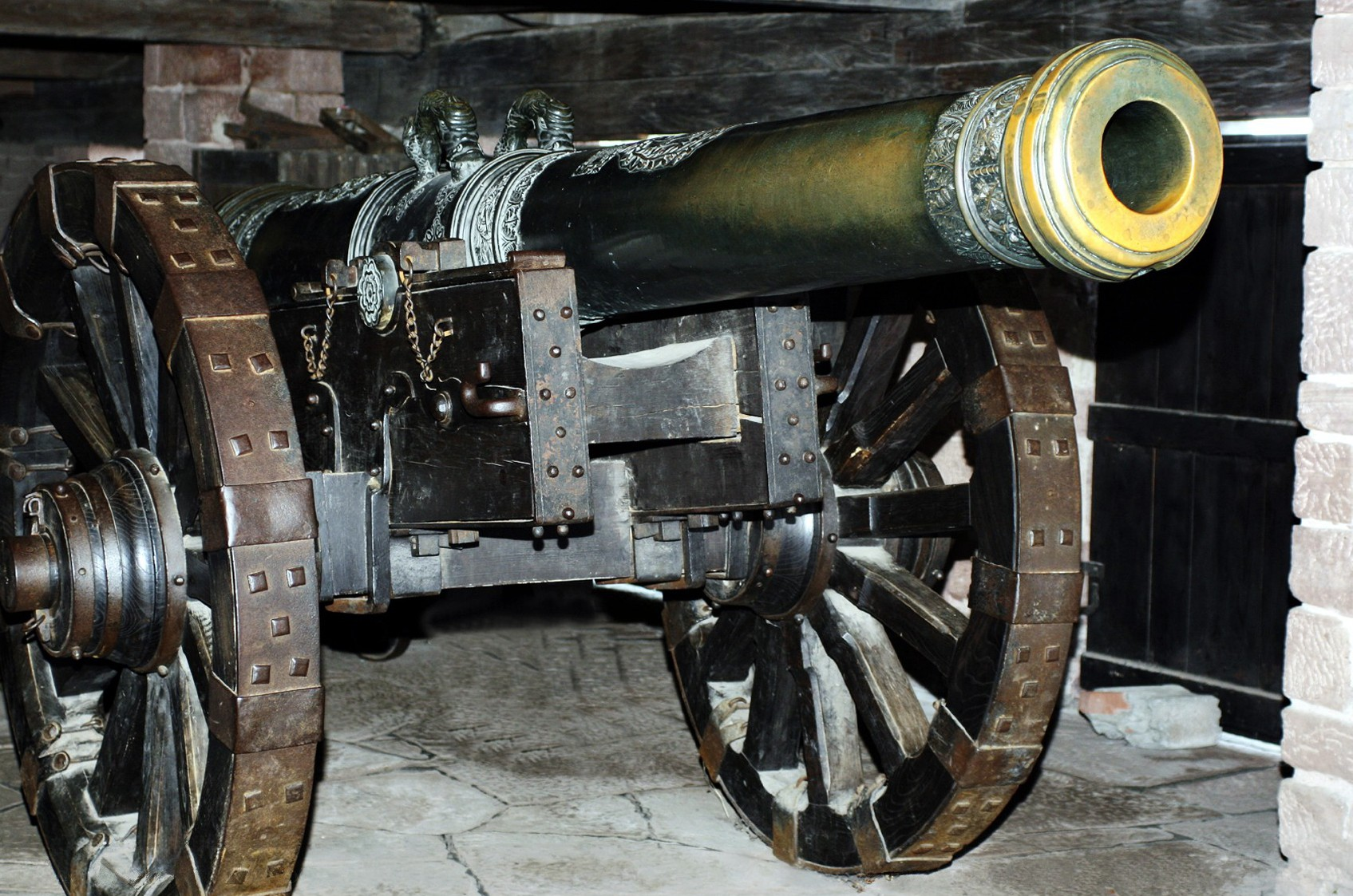
مدفع برييتش لودر الذي ذكره التقرير البريطاني عن بني مروان.

بندقية "مارتيني - هنري" السلاح الأهم لدى مقاتلي قبيلة بني مروان في نهايات القرن التاسع عشر الميلادي.

## قالوا عن بني مروان
تكلم الكثير من المؤرخين والأدباء عن قبيلة بني مروان وأطلقوا عليهم بعض الألقاب من ذلك:
- 1- «أكبر قبائل تهامة وأعتاها»: وقد أطلقه المؤرخ والأديب محمد العقيلي.[66]
- 2- «قطعة من جهنم»: وذلك وصف أطلقه الأديب جرجي زيدان على القبيلة في مجلة الهلال سنة 1911، حيث قال:

«قبيلة بني مروان قطعة من جهنم لا يمكن حشد الجند عليها».
- 3- «قراصنة البحر الأحمر»، و «قراصنة العرب»:

وهو لقب أطلقته عليهم الوثائق الإيطالية والعثمانية.
وأيضاً قد وصفها الكثير من المؤرخين ببعض الأوصاف منها:
- 1- ما قاله المؤرخ إبراهيم المقحفي في معجم البلدان والقبائل اليمنية في معرض ذكره لبني مروان: «بنو مروان من قبائل تهامة الشمالية ، ولهم مواقف بطولية، في محاربة الوجود العثماني في اليمن».[70]
- 2- ما قاله المؤرخ عبد الرحمن عبد الله الحضرمي في تاريخ تهامة في معرض ذكره للقبيلة: «بنو مروان قبيلة بأطراف الجبال التهامية في منطقة الشعاب ، يعرفون بالشجاعة».[71]